# HNLMS Prins Hendrik der Nederlanden
Le HNLMS Prins Hendrik der Nederlanden (Pays-Bas : Zr.Ms. Prins Hendrik der Nederlanden) était un cuirassé à coque en fer et tourelle construit au milieu des années 1860 pour la Marine royale néerlandaise. Le navire a été transféré aux Indes orientales néerlandaises en 1876. Désarmé dès 1899, il est abandonné en 1905.

## Conception
Le Prins Hendrik der Nederlanden (Le Prince Henry des Pays-Bas) a été mis en construction au Royaume-Uni et lancé depuis le chantier naval Cammell Laird. C'est une version élargie de la classe Scorpion (en) commandée à l'origine par la Confederate States Navy en 1862.
Son artillerie était disposée dans des tourelles manœuvrées par les marins via un système d'engrenage. Sa proue était renforcée pour agir en bélier et une plateforme reliait le gaillard aux dunettes. Le franc-bord pouvait aussi être rehaussé par des remparts sur charnières.
C'était un navire à voile gréé en trois-mâts barque avec une superficie de 1 554 m2 et avec deux moteurs à vapeur de 2 426 cv alimentés par quatre chaudières.

## Service
En service aux Indes orientales néerlandaises il a participé, en juillet 1894, à l'intervention sur des petites îles de la Sonde à Lombok et Karangasem.
Le navire est désarmé le 5 mai 1899 pour devenir un magasin à munition au port de Surabaya. Il a été transféré au ministère des Colonies entre 1901 et 1905, revient à la Marine en 1905. Le Prins Hendrik der Nederlanden a été abandonné en 1925.

## Note et référence
- (en) Cet article est partiellement ou en totalité issu de l’article de Wikipédia en anglais intitulé « HNLMS Prins Hendrik der Nederlanden » (voir la liste des auteurs).